# Disolución de la República Federal de Centroamérica
La disolución de la República Federal de Centroamérica se debió a una serie de sucesos que se iniciaron con la caída del gobierno liberal del Dr. Mariano Gálvez en el Estado de Guatemala en 1837 durante la segunda administración de Francisco Morazán como presidente de la Federación. Tras estos sucesos resurgió la guerra civil y Nicaragua se separó de la República el 30 de abril de 1838. El Congreso federal aceptó que se constituyera un nuevo Estado, Los Altos, cuya capital era Quetzaltenango, con las tierras occidentales de Guatemala. Honduras se separó de la unión el 5 de noviembre y el 14 de noviembre Costa Rica la imitó. Guatemala se separó el 17 de abril de 1839 y a principios de 1840 las tropas del capitán general Rafael Carrera y Turcios reincorporaron Los Altos. Con la contundente victoria que Carrera logró sobre las fuerzas federales de Morazán en 1840 —quien trató de retomar Guatemala para los liberales tras la derrota de Los Altos en un desesperado intento por mantener la Federación—, la República Federal que ansiaban los criollos liberales dejó de existir.

## Fin del gobierno de Mariano Gálvez
En febrero de 1837 se produjeron en Centroamérica una serie de acontecimientos dramáticos, los cuales encendieron una revolución la cual culminó con el fin de la Federación. Una epidemia de cólera azotó el estado de Guatemala dejando aproximadamente mil muertos y tres mil infectados con la bacteria. La epidemia golpeó especialmente a los pobres y a los indígenas en las tierras altas del estado y se propagó de forma rápida. El gobierno de Gálvez, con la esperanza de aliviar la situación, envió a los médicos disponibles, enfermeras, y estudiantes de medicina y los remedios para su distribución; pero estas medidas fueron de poca ayuda, porque los indígenas continuaban muriendo y no confiaban en las medicinas del gobierno.
En el momento en que apareció el cólera, los indígenas del distrito de Mita, influenciados por sus sacerdotes, se encontraban furiosos por el sistema de juicio por jurado (incomprensible para ellos), que el jefe Gálvez había introducido pues los obligaba a comparecer a juzgados alejados de sus casas sin paga alguna. La iglesia vio todo esto como una oportunidad de asestarle un golpe al gobierno liberal de Gálvez; los sacerdotes locales difundieron el rumor de que el gobierno había envenenado los ríos y arroyos con el propósito de aniquilar a la población indígena. Además, mostraban a los nativos una reciente concesión de territorio en Verapaz que se había hecho a Michael Bennett, quien era el representante del presidente federal Francisco Morazán en los negocios de caoba que este tenía.
Los desenfrenados indígenas repudiaron a sus supuestos asesinos. Con el cólera extendiéndose, tomaron las armas, mataron a la gente de raza blanca y a los liberales, quemaron sus casas, y se prepararon para enfrentar el gobierno de Gálvez quien envió un ejército para tratar de detener la revuelta. Pero las medidas del ejército eran tan represivas, que empeoraron las cosas. En junio, Santa Rosa de Mita se levantó en armas y desde el pueblo de Mataquescuintla surgió un nuevo caudillo de nombre Rafael Carrera y Turcios. El joven Carrera era analfabeto, pero astuto y carismático, un excriador de puercos que se había convertido en asaltador de caminos, a quien los rebeldes querían como su líder.
En 1837 inició la lucha armada contra el régimen de Francisco Morazán, presidente de las República Federal de Centroamérica, entidad política que incluía a Guatemala, Comayagua (posteriormente nombrada Honduras), El Salvador, Nicaragua y Costa Rica. Luchó contra quien gobernaba el Estado de Guatemala, liberal al igual que Francisco Morazán, el doctor Gálvez. Fue el máximo dirigente de las fuerzas insurgentes, entre las que se encontraban numerosos indígenas; la razón por la que contó con el apoyo de los indígenas fue que el 9 de junio de 1837, el Estado de Guatemala, había vuelto a implantar el tributo indígena que había sido suprimido desde tiempo colonial por la Cortes de Cádiz. Los insurgentes empezaron las hostilidades por medio de una guerra de guerrillas: atacando poblaciones sin dar oportunidad de tener encuentros con las tropas del gobierno. Al mismo tiempo, se propagaba la idea de los enemigos clericales de Gálvez, que lo acusaba del envenenamiento de las aguas fluviales para propagar el cólera morbus a la población, cosa que no ocurría sino por el crecimiento poblacional y la poca capacidad de la estructura sanitaria del país. Esta acusación favoreció a los objetivos de Carrera, poniendo a una gran parte de la población en contra de Gálvez y de los liberales en general.
La lucha había tomado tintes de guerra santa, pues eran los párrocos del clero secular quienes arengaban a los campesinos a defender los derechos de la santa religión y a combatir a los ateos liberales; el propio Carrera había sido educado por el párroco de Mataquescuintla quien lo había instruido en la religión católica en los vejámenes que esta sufría bajo el poder de los liberales. Otro factor que influyó en la revuelta fueron las concesiones que dio el gobierno liberal de Francisco Morazán a los ingleses -a quienes llamaban "herejes" por su condición de protestantes; en Guatemala se les había dado Belice y la Haciendo San Jerónimo en Salamá -la cual era la propiedad más cara y rentable que los liberales habían decomisado a los dominicos en 1829; el contrabando de artículos ingleses provenientes de Belice había empobrecido a los artesanos guatemaltecos, quienes se unieron a la revuelta de Carrera. Los sacerdotes anunciaron a los nativos que Carrera era su ángel protector, que había descendido de los cielos para tomar venganza sobre los herejes, los liberales y los extranjeros y para restaurar su dominio antiguo. Idearon varios trucos para hacerles creer a los indios esta ilusión, los cuales fueron anunciados como milagros. Entre ellos, una carta fue lanzada desde el techo de una de las iglesias, en medio de una vasta congregación de indígenas. Esta carta supuestamente venía de la Virgen María, la cual comisionaba a Carrera a liderar una revuelta en contra el gobierno.
Para contrarrestar los violentos ataques de la guerrilla campesina, Gálvez aprobó y luego alabó el uso de la política de tierra arrasada en contra de los pueblos alzados; esto motivó que varios de sus partidarios le aconsejaran que desistiera de esa táctica pues solamente contribuiría a incrementar la revuelta. A principios de 1838, José Francisco Barrundia y Cepeda, jefe liberal de Guatemala y decepcionado de la gestión de Gálvez por sus atrocidades, gestionó para llevar a la Ciudad de Guatemala a Carrera, para combatir al jefe de Estado; Para ese año, la situación en Guatemala era insostenible: la economía se encontraba paralizada por la poca seguridad de los caminos y se llegó al punto en que los liberales negociaban con Carrera para poner fin a este enfrentamiento aunque era inevitable. Gálvez sale del ejercicio del poder el 31 de enero de 1838 ante el "Ejército de los Pueblos" al mando de Rafael Carrera que inició la penetración en la ciudad de Guatemala con un ejército de entre diez mil a doce mil hombres, luego del acuerdo a que llegó Carrera con el también liberal José Francisco Barrundia y Cepeda.
Las tropas victoriosas de Carrera, al grito de "¡Viva la religión!" y "¡Fuera los herejes extranjeros!" y constituidas principalmente por campesinos pobremente armados, tomaron la Ciudad de Guatemala y se dedicaron al pillaje y a destruir los edificios del gobierno liberal, incluyendo el Palacio Arzobispal, que era en donde residía Gálvez y la casa del presentante inglés William Hall. Para detener a la turba, Carrera pidió al decano de la Catedral, Antonio Larrazábal, que abriera las puertas del edificio, que habían permanecido cerradas desde 1829; Larrazabal se opuso terminantemente diciendo que al sagrado recinto no ingresaba chusma y mucho menos armadas; Carrera entonces le colocó un cuchillo en el cuello y volvió a pedirle que por favor abriera las puertas. Larrazábal dio órdenes para que abrieran el recinto, y la turba lo invadió pero lo respetó y así se calmó el ánimo de la milicia.
Una vez depuesto Gálvez, el vicejefe Valenzuela y José Francisco Barrundia se tuvieron que convencer a Carrera y sus tropas a evacuar la capital del estado. Se les proporcionaron los medios de salir y se les prometieron recompensas y garantías contra su persecución. La asamblea general del estado y el consejo se reúnen y se reinstala el gobierno. El gobierno consigue la evacuación de Carrera y sus tropas sin mayor desorden, pero estos se llevaron dos mil fusiles nuevos que el exjefe Gálvez había escondido en los sótanos de la catedral.

### Después de la caída de Gálvez
El 2 de marzo de 1838 fue aceptada por unanimidad en la Asamblea la ausencia del poder del doctor Gálvez, y se iniciaría un período de incertidumbre en el Estado de Guatemala, del que el gran beneficiado sería Rafael Carrera, aunque primero sufriría algunas derrotas. Al caer el gobierno de Gálvez, los representantes criollos de Los Altos aprovecharon para separarse del Estado de Guatemala. El gobernador Valenzuela no pudo hacer nada al respecto.
Por medio de la asamblea general, los liberales querían ganar la influencia de las masas populares; para esto tenían que desmantelar la fuerte influencia conservadora de la Iglesia católica. Al mismo tiempo, los moderados intentaban reformar al país y abordar las quejas que habían generado las reformas liberales. 
En el 5 de marzo, los representantes doctor Pedro Molina, José Francisco Barrudnia, Gómez y M. Padilla presentaron un proyecto de ley que decretaría que "ningún eclesiástico puede ser en el estado elector ni elegido para ningún destino." Esto se buscaba con el objeto de evitar que la iglesia influye en la asamblea especialmente hoy que se buscaba derrogar o reformar las leyes del estado; justificaron el proyecto invocando al autor Toqueville diciendo que lo que hacía fuerte la religión en los Estados Unidos de América era la completa separación de la iglesia y el estado, evitando que la religión se apartara del objetivo de la moral y evitando los males que resultaban de las contiendas banderizas. La mayoría de la comisión dictaminadora estuvo en contra; no consideraban conveniente intentar detener la voz de la iglesia que tenía tanta influencia en el país y tomaron en cuenta que los eclesiásticos eran ciudadanos según la constitución, y prohibirles la participación en elecciones sería un ultraje a sus derechos; además se recordó que entre los ciudadanos más respetados habían eclesiásticos, inclusive entre los firmantes de la constitución. En la reacción al proyecto de ley por la comisión dictaminadora se notó un movimiento hacia la cordura después del anticlericalismo acelerado que había causado resentimientos en la población. Más José Francisco Barrundia disintió el voto de la comisión y en el suyo expuso que se debía estalecerse medidas que tendieran a "destruir las preocupaciones vulgares y el fanatismo religioso." El proyecto de ley pasó pero solo quitándole a los eclesiásticos el derecho de ser electos, pero no el de elegir.
La asamblea procedió en el 13 de marzo a suspender el juicio por jurados que había causado tantos perjuicios a la población y era una de las causas de la revolución en Guatemala. En el 29 de marzo, el jefe del estado sancionó el decreto que suspendía la vigencia de los códigos de Livingston y restableció provisionalmente la administración de justicia que regía antes con ciertas modificaciones, entre las cuales era la vigencia de la ley de habeas corpus. Otras leyes liberales siguieron siendo suspendidas incluyendo la de libertad de testar y la del matrimonio civil en el 26 de junio de 1838.
Para cuando Morazán arribó a la Ciudad de Guatemala, Gálvez ya había abandonado la jefatura del estado. El grupo en el poder le otorgó plenos poderes para enfrentar a Rafael Carrera, asimismo le ofrecieron la presidencia vitalicia, pero Morazán rechazó esta oferta, porque ello estaba en contra de sus principios liberales. Luego Morazán hizo un llamado a Carrera a deponer las armas, pero el líder rebelde se opuso. Carrera fue derrotado y perseguido por Morazán en varias ocasiones, logrando así pacificar el estado. Pero el general nunca pudo apresar al líder indígena, ya que este simplemente se retiraba a las montañas y regresaba para ocupar las posiciones clave tan pronto como las tropas de Morazán salían del estado de Guatemala.
Gálvez no había renunciado, y se mantuvo en su casa de la ciudad de Guatemala, desde donde veía cómo todos sus esfuerzo se iban derrumbando. Legalmente él era el jefe de Estado, y Valenzuela sólo era presidente interino en su ausencia. Cuando la situación estaba fuera de control para los liberales, Gálvez finalmente renunció.

## Independencia de Los Altos
El área de Los Altos estaba poblada mayoritariamente por indígenas, quienes habían mantenido sus tradiciones ancestrales y sus tierras en el frío altiplano del oeste guatemalteco. Durante toda la época colonial habían existido revueltas en contra del gobierno español. Luego de la independencia, los mestizos y criollos locales favorecieron al partido liberal, en tanto que la mayoría indígena era partidaria de la Iglesia Católica y, por ende, conservadora.
Durante la administración del gobierno del Dr. Mariano Gálvez, Los Altos desaprobaron los cambios introducidos por el jefe del gobierno, pero los líderes de la región no fueron conservadores, sino liberales que se oponían a Gálvez. Por su parte, los criollos y ladinos de Los Altos tenían un gran resentimiento contra los comerciantes de la Ciudad de Guatemala -los miembros del Clan Aycinena-, quienes monopolizaban el comercio y se oponían rotundamente a la construcción de un puerto en el Pacífico y de una carretera que le sirviera a Los Altos para comerciar con países extranjeros directamente.
En mayo de 1836, un periódico de la localidad propuso que se formara un estado que comprendiera a las regiones de Quetzaltenango, Totonicapán, Sololá y Suchitepéquez, que tendría alrededor de doscientos mil habitantes y que les permitiría mayor libertad de acción y mejor representación ante la Federación Centroamericana.
Al caer el gobierno de Gálvez, los representantes criollos de Los Altos aprovecharon para separarse del Estado de Guatemala el 2 de febrero de 1838. El gobernador Valenzuela no pudo hacer nada al respecto, y el congreso de la Federación Centroamericana reconoció al Sexto Estado el 5 de junio de 1838 con una junta de gobierno provisional compuesta por Marcelo Molina Mata, José M. Gálvez y José Antonio Aguilar, mientras que el general mexicano Agustín Guzmán - antiguo oficial del ejército de Vicente Filísola que se había radicado en Quetzaltenango- quedó al mando del ejército del Estado. La bandera de Los Altos era una modificación de la de las Provincias Unidas del Centro de América, con escudo en el centro mostrando un volcán al fondo y un quetzal resplandeciente -un ave local que representaba la libertad- delante.
Finalmente, en diciembre de 1838, Molina fue elegido como Gobernador del Estado, y de inmediato empezó a trabajar en el desarrollo del puerto en el Pacífico y en mejorar las relaciones con el gobierno federal en San Salvador. Los indígenas de Occidente, por su parte, acudieron a la ciudad de Guatemala a quejarse de los líderes altenses ladinos, en especial del Jefe Político de Totonicapán, Macario Rodas, y el Comandante Militar, Agustín Guzmán, quienes les habían impuesto cargas fiscales extraordinarias, no habían derogado el impuesto personal impuesto por el gobierno de Gálvez y habían arrebatado gran parte de sus tierras ejidales. En represalia, las autoridades altenses encarcelaron a los quejosos.
El 31 de mayo de 1839, el Estado de Los Altos siguió el ejemplo del resto de estados de la Federación y se declaró libre, soberano e independiente y agregó a las regiones de Soconusco y Huehuetenango. El 10 de agosto de 1839, el nuevo estado independiente firmó un tratado con El Salvador, para defenderse de una posible invasión de las tropas conservadoras de Rafael Carrera, el cual fue ratificado por Francisco Morazán el 8 de septiembre.
Hasta entonces, el Clan Aycinena favorecía el libre comercio con los otros estados centroamericanos y eso incluía permitir el ingreso de textiles altenses sin tener pagar impuestos; cuando Los Altos estableció una tarifa impositiva sobre sus textiles, el gobierno guatemalteco protestó formalmente. Esto llevó a un escalamiento en la tensión, y ambos gobiernos empezaron a acusarse mutuamente de ser tiránicos; la propaganda liberal acusaba a los aristócratas guatemaltecos de despotismo y a Carrera de ser un salvaje, que vestía uniforme únicamente porque se lo habían regalado los ingleses.

## Invasión y Absorción del Estado de los Altos

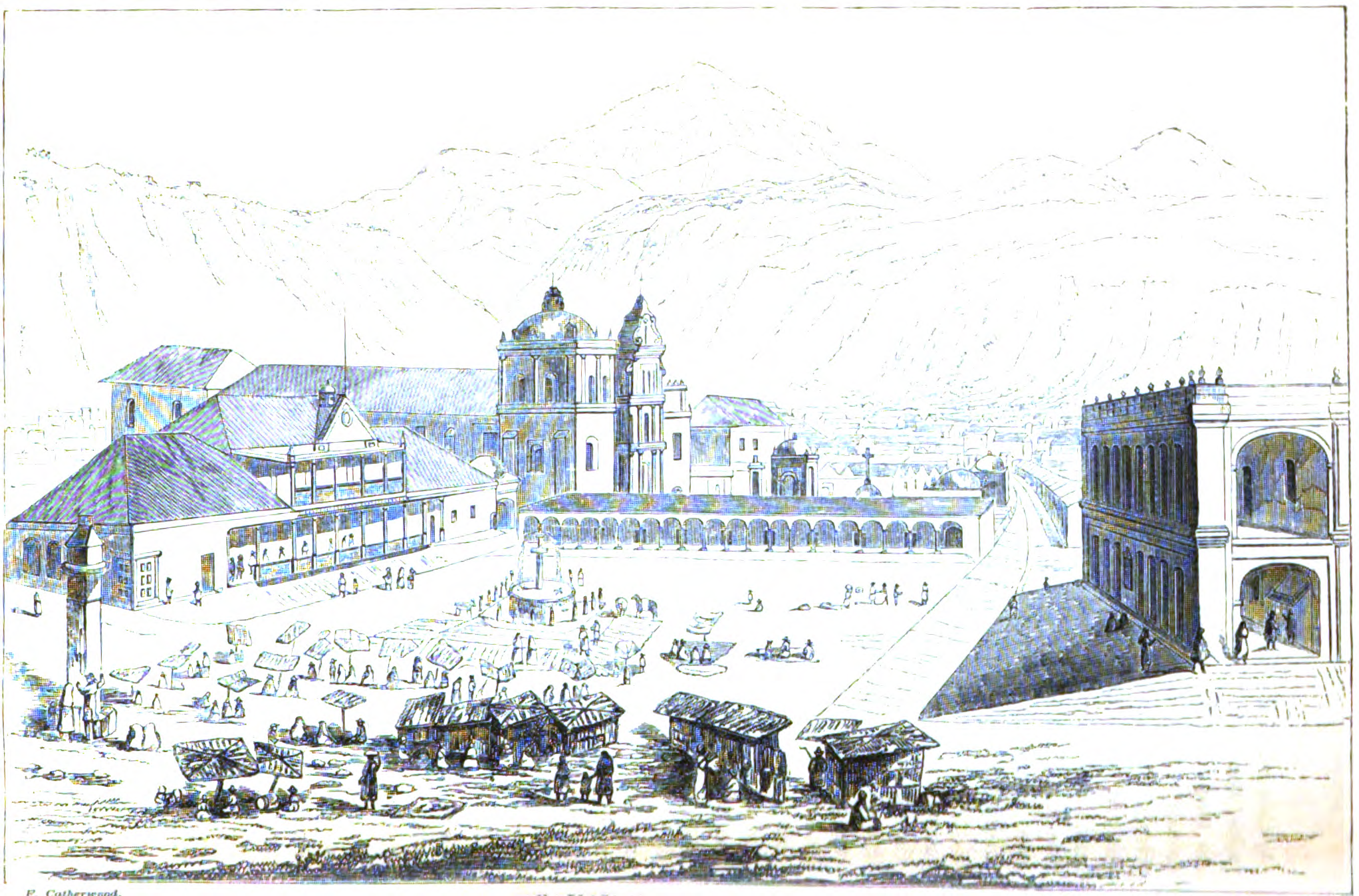
Dibujo del parque central de Quetzaltenango en 1840, cuando la ciudad era la capital del Estado de Los Altos.

Las revueltas indígenas alcanzaron su punto crítico el 1.º de octubre de 1839, en Santa Catarina Ixtahuacán, Sololá, cuando tropas altenses reprimieron una sublevación y mataron a cuarenta vecinos. Encolerizados, los indígenas acudieron a Carrera en busca de protección. Por otra parte, octubre de 1839 la tensión comercial entre Guatemala y Los Altos dio paso a movimientos militares; hubo rumores de que el general Agustín Guzmán estaba organizando un ejército en Sololá con la intención de invadir Guatemala, lo que puso a esta en máxima alerta. A finales de noviembre, cuando Carrera regresó de El Salvador, el gobierno guatemalteco confiscó un cargamento de armas que estaba destinado para Los Altos y, con la ayuda del cónsul británico Frederick Chatfield -que se había mudado a la Ciudad de Guatemala tras tener roces con el presidente federal Francisco Morazán- los miembros del Clan Aycinena iniciaron los preparativos para un ataque a Los Altos.
Los liberales en Los Altos mantuvieron sus duras críticas al gobierno conservador de Mariano Rivera y Paz; tenían incluso su propio periódico: El Popular. Por su parte, los conservadores guatemaltecos atacaban a los altenses en su publicación El Tiempo. Además, como Los Altos era la región con mayor producción y actividad económica del antiguo Estado de Guatemala, los conservadores perdían muchos de los méritos que sostenían al Estado guatemalteco en la hegemonía de Centroamérica. Mientras Carrera se preparaba reclutando voluntarios en la Verapaz, el gobierno de Guatemala intentó llegar a una solución pacífica, y el 18 de diciembre de 1839 apremió al representante de Los Altos en Guatemala a firmar un convenio de paz y amistad; el tratado garantizaba la paz, pero con la condición de que Los Altos tenía que devolver a Guatemala las armas que Agustín Guzmán le había confiscado a Carrera cuando lo apresó en enero de 1839. Mientras los altenses consideraban aceptar el ultimátum guatemalteco, Carrera publicó una proclama en la que llamó a los indígenas de Los Altos a rebelarse en contra del gobierno quetzalteco, lo que provocó revueltas de las que el gobierno guatemalteco se valió en enero de 1840 para decir que los indígenas rogaban a Carrera para salvarlos de la «opresión de los liberales quetzaltecos».
Al mediodía del 20 de enero de 1840, Carrera se dirigió a la frontera con el Estado de Los Altos para esperar al enviado del estado altense con la ratificación del ultimátum y el cargamento de armas; mientras esperaba, arengaba a sus tropas diciéndoles que el enemigo liberal todavía tenía a Quezaltenango sumido en la opresión y la tiranía y que, junto con San Salvador, era el único obstáculo para que retornaran a sus hogares. Para contener una posible invasión de las fuerzas morazánicas desde El Salvador, Carrera envió a Vicente Cruz a guardar la frontera.
El gobierno de Los Altos envió un emisario a Morazán, pero este fue interceptado por las fuerzas de Carrera; entonces, el 22 de enero el general Agustín Guzmán declaró la guerra a Guatemala. Tras algunas escaramuzas, los ejércitos se enfrentaron en Sololá el 25 de enero; Carrera venció a las fuerzas del general Agustín Guzmán e incluso apresó a este mientras que el general Doroteo Monterrosa venció a las fuerzas altenses del coronel Antonio Corzo el 28 de enero. El gobierno quetzalteco colapsó entonces, pues aparte de las derrotas militares, los poblados indígenas abrazaron la causa conservadora de inmediato; al entrar a Quetzaltenango al frente de dos mil hombres, Carrera fue recibido por una gran multitud que lo saludaba como su «libertador».
Carrera impuso un régimen duro y hostil para los liberales altenses, pero bondadoso para los indígenas de la región -derogando el impuesto personal- y para los eclesiásticos -restituyendo los privilegios de la religión católica; llamando a todos los miembros del cabildo criollo les dijo tajantemente que se portaba bondadoso con ellos por ser la primera vez que lo desafiaban, pero que no tendría piedad si había una segunda vez. El general Guzmán, y el jefe del Estado de Los Altos, Marcelo Molina, fueron enviados a la capital de Guatemala, en donde fueron exhibidos como trofeos de guerra durante un destile triunfal el 17 de febrero de 1840; en el caso de Guzmán, engrilletado, con heridas aún sangrantes, y montado en una mula. El 26 de febrero de 1840 el gobierno de Guatemala colocó a Los Altos bajo su autoridad y el 13 de agosto de nombró al corregidor de la región, el cual servía también como comandante general del ejército y superintendente.

## Segunda Invasión de Morazán a Guatemala

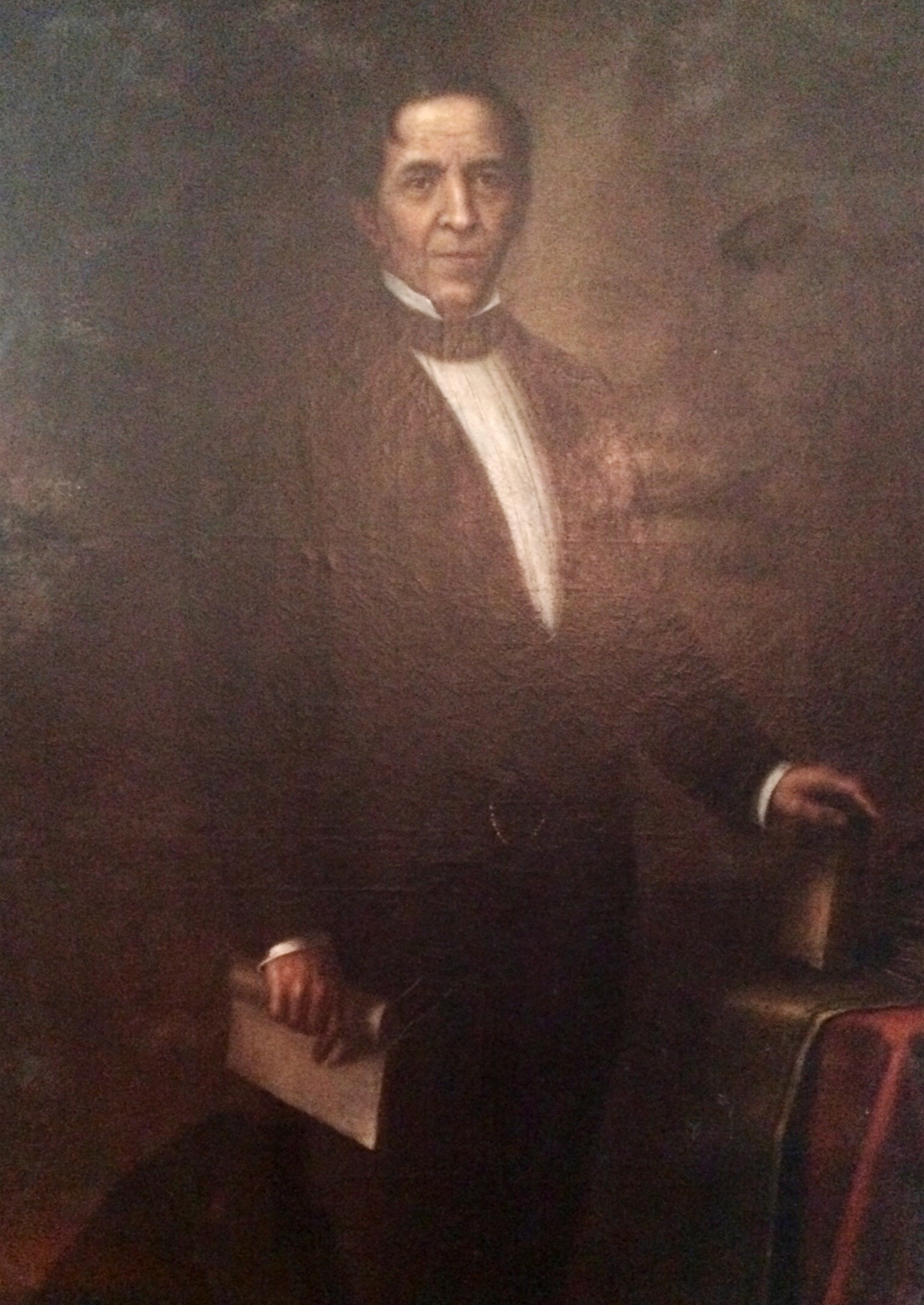
Doctor Mariano Gálvez durante su época de Jefe del Estado de Guatemala
Museo Nacional de Historia de Guatemala

| «Todo hombre desde la edad de 14 a 50 años se presentará en el término de seis horas a tomar las armas en la casa municipal. El que no se presentara, pasado ese término, será considerado como sospechoso. Se declara la ciudad en estado de sitio.» —Rafael Carrera Tomado de: Hernández de León, F. (16 de marzo de 1959). «El capítulo de las efemérides: Invasión de Morazán». Diario La Hora (Guatemala). |

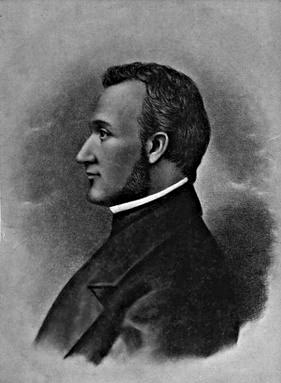
General Francisco Morazán, Presidente de la Federación Centroamericana en 1838.

El 18 de marzo de 1840, siendo Morazán -jefe liberal de la ya moribunda Federación Centroamericana y del Estado de El Salvador- invadió a Guatemala con mil quinientos soldados para vengar el ultraje hecho a los vencidos en Los Altos, pues temía esta acción fuera el golpe final a los esfuerzos liberales de mantener unida a la Federación Centroamericana. En forma similar a su primera invasión en 1829, llegó hasta Barberena prácticamente sin ser molestado y aplicando una estrategia de terror y violencia; ambos bandos se caracterizaban por las atrocidades que cometían por su odio mutuo. Guatemala tenía un cordón de vigilantes desde la frontera con El Salvador; a falta de telégrafo, los hombres corrían llevando los mensajes de última hora. Con la información de estos mensajeros, Carrera urdió su plan de defensa dejando a su hermano Sotero a cargo de tropas que presentarían una leve resistencia en la ciudad.
Carrera fingió huir y llevó al improvisado ejército a las alturas de Aceituno ya que únicamente contaba con cerca de cuatrocientos hombres e igual número de cargas de fusilería, más dos cañones viejos. La ciudad quedó a merced del ejército de Morazán, con las campanas de sus veintidós templos tañendo por socorro divino. Una vez Morazán llegó a la capital, la tomó fácilmente y liberó a Guzmán, quien inmediatamente partió para Quetzaltenango para dar la noticia de que Carrera estaba derrotado; Carrera entonces, aprovechando que los enemigos se creían victoriosos, aplicó una estrategia de concentración de fuego en el Parque Central de la ciudad y la complementó con la táctica del ataque sorpresa con la cual provocó grandes bajas al ejército de Morazán para, finalmente, obligar a los sobrevivientes a luchar cuerpo a cuerpo. Ya en tal escenario de combate, los soldados de Morazán perdieron la iniciativa del ataque y su superioridad numérica. Además, desconocían la ciudad en que peleaban y tuvieron que pelear, cargar sus muertos y atender a sus heridos cuando aún resentían el cansancio por la larga marcha desde El Salvador a Guatemala.
De tal suerte que Carrera, para entonces ya un experimentado militar supo plantar cara y batalla a Morazán hasta derrotarlo de manera fulminante, al grado que este, ayudado por Ángel Molina que conocía los callejones al oeste de la ciudad, tuvo que huir con sus predilectos disfrazado y gritando «¡Qué viva Carrera!» por el barranco del Incienso hacia El Salvador, para salvar la vida. En su ausencia, Morazán había sido relevado del cargo de jefe de Estado de ese país, razón por la cual hubo de embarcar hacia el exilio en Perú.
En Guatemala, los salvadoreños sobrevivientes fueron fusilados sin piedad, mientras Carrera estaba fuera en persecución de Morazán, a quien no logró darle alcance. Este lance selló definitivamente el estatus del general Carrera y marcó el ocaso de Morazán junto con el final de la República Federal de Centroamérica.
Por esos años, el antropólogo John Lloyd Stephens estaba en Guatemala como representante de la Corona británica y estuvo en la frontera entre Guatemala y Honduras; Stephens hizo la siguiente descripción de las tropas de Carrera en ese entonces: «las tropas de Carrera habían regresado de San Salvador, y ocupado toda la línea de villas hasta la capital. Eran su mayoría indígenas, ignorantes, intempestivos y fanáticos que no podrían comprender mi carácter oficial, no podían leer mi pasaporte y, en el estado de cosas en que se encontraba el país, podrían tener sospechas de mí. Ya habían cometido grandes atrocidades; no había ni un cura en todo el camino; e intentar proseguir sería exponerme a robo y asesinato. Quería seguir mi camino con muchas ansias, pero hubiera sido una locura proseguir; de hecho, ningun dueño de mulas hubiera aceptado ir conmigo, y me ví obligado a regresar a Chiquimula».